# Kanton Saint-Aulaye
Kanton Saint-Aulaye (francouzsky Canton de Saint-Aulaye) je francouzský kanton v departementu Dordogne v regionu Akvitánie. Tvoří ho 12 obcí.

## Obce kantonu
- Chenaud
- Festalemps
- La Jemaye
- Parcoul
- Ponteyraud
- Puymangou
- La Roche-Chalais
- Saint-Antoine-Cumond
- Saint-Aulaye
- Saint-Privat-des-Prés
- Saint-Vincent-Jalmoutiers
- Servanches